# エム・エス・ケー農業機械
エム・エス・ケー農業機械株式会社は農業機械の輸入販売、農業施設の設計施工を行う日本の株式会社である。

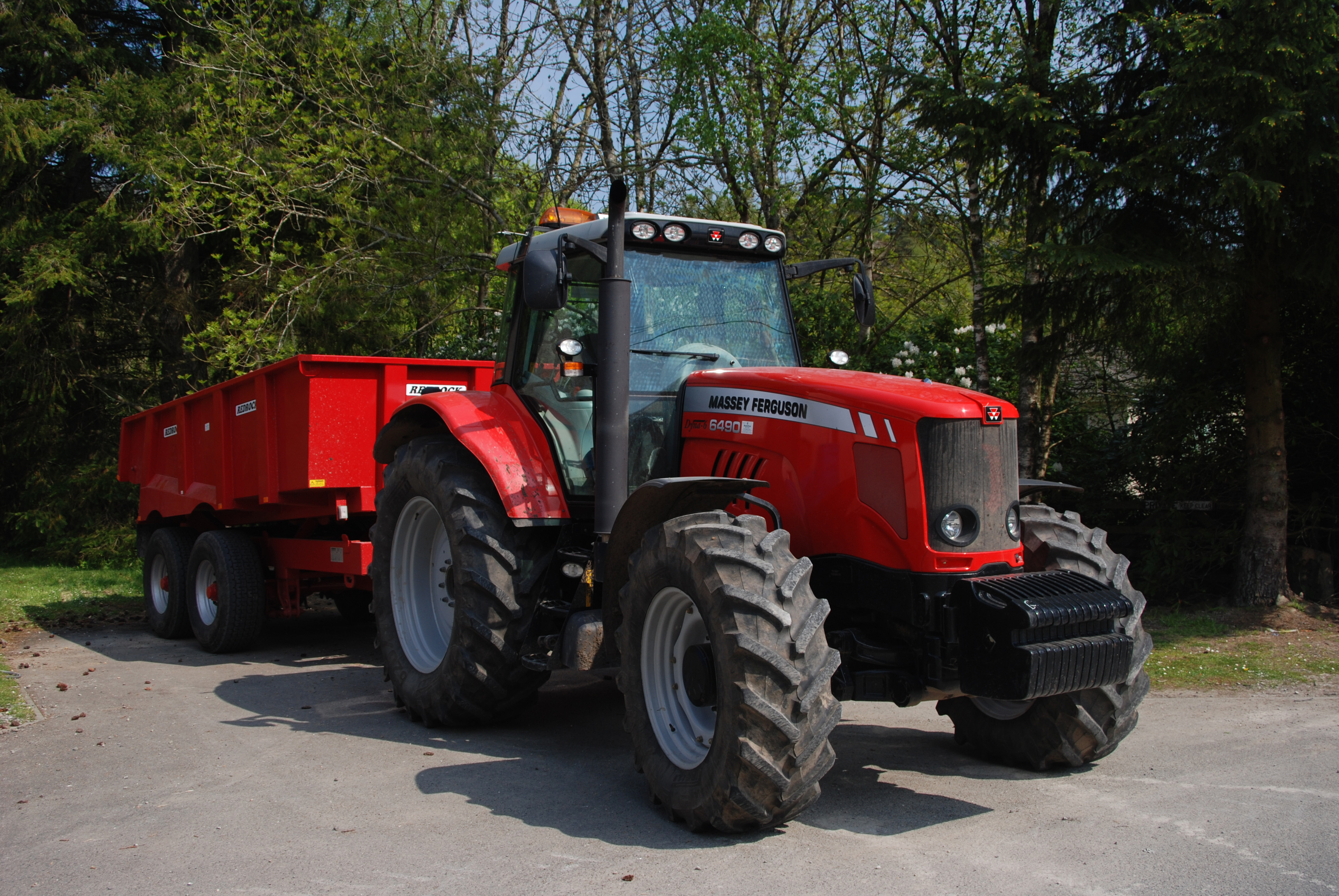
マッセイ・ファーガソン 6490

## 主要事業所
- 本社 - 北海道恵庭市戸磯193-8
- 支社
  - 道央支社 - 北海道夕張郡長沼町北町1丁目2925-1
  - 十勝支社 - 北海道河西郡芽室町東芽室基線5-3
  - 道東支社 - 北海道網走郡美幌町字高野72-2
  - 東日本支社 - 栃木県那須塩原市佐野字大輪地109-20
  - 西日本支社 - 熊本県菊池郡大津町室1541

## 沿革
- 1954年（昭和29年）12月 - 東急自動車と三菱商事が提携し、イギリス マッセイ・ファーガソン(Massey Ferguson)社のトラクターを日本で販売し始める
- 1972年（昭和47年）12月 - 東急自動車からエム・エス・ケー東急機械株式会社を分社化する
- 1973年（昭和48年）8月 - 農業施設・畜産施設の建設工事の請負いを始める
- 1975年（昭和50年）2月 - 上尾事業所を開設
- 1988年（昭和63年）9月 - フランス クーン(KUHN)社の牧草関連機械の販売を始める
- 1988年（昭和63年）11月 - ドイツ クラース(CLAAS)社のコンバイン、牧草収穫機械の販売を始める
- 2002年（平成14年）3月 - 東京急行電鉄株式会社がエム・エス・ケー東急機械株式会社の株主から退く[2]
- 2002年（平成14年）11月 - エム・エス・ケー農業機械株式会社に商号を変更する
- 2012年（平成24年）8月 - 本社と上尾事業所を北海道恵庭市に移転する[3]